# Micraeschus albinellus
Micraeschus albinellus är en fjärilsart som beskrevs av George Francis Hampson 1896. Micraeschus albinellus ingår i släktet Micraeschus och familjen nattflyn. Inga underarter finns listade i Catalogue of Life.